# Primera División (Chile) 2012 Apertura
Die Apertura der Primera División 2012, auch unter dem Namen Campeonato Nacional Apertura Petrobras 2012 bekannt, war die 90. Spielzeit der Primera División, der höchsten Spielklasse im Fußball in Chile. Die Saison begann am 28. Januar und endete am 2. Juli.
Die Saison wurde wie bereits in den Vorjahren in zwei eigenständige Halbjahresmeisterschaften, der Apertura und Clausura, unterteilt.
Die Meisterschaft gewann das Team von CF Universidad de Chile, das sich im Finale gegen CD O’Higgins nach Elfmeterschießen durchsetzen konnte. Für den Universitätsklub war es der 16. Meisterschaftstitel, der sich damit gleichzeitig für die Copa Libertadores 2013 qualifizierte.
Für die Copa Sudamericana 2012 qualifizierten sich die beiden punktbesten Teams der Ligaphase CD O’Higgins und Deportes Iquique hinter Meister und Sieger der Copa Sudamericana 2011 CF Universidad de Chile sowie CD Universidad Católica als Pokalsieger 2011. Zudem stand CD Cobreloa aus der Clausura 2011 als Teilnehmer fest. Die Absteiger werden anhand der Gesamttabelle am Ende der Clausura ermittelt.

## Modus
Die 18 Teams spielen einmalig jeder gegen jeden. Die ersten acht Teams der Tabelle qualifizieren sich für die Finalrunde.
Die Finalrunde findet im K.-o.-System mit Hin- und Rückspiel statt. Sieger ist das Team mit mehr Toren in beiden Spielen. Bei Unentschieden findet die bessere Platzierung in der Ligaphase Anwendung, bei weiterem Torgleichstand geht es ins Elfmeterschießen. Für die Copa Sudamericana qualifizieren sich die beiden punktbesten Mannschaften der Ligaphase sowie der Sieger der Copa Chile des Vorjahres. Die Absteiger werden am Ende der Clausura anhand der Gesamttabelle ermittelt.

## Teilnehmer
Die Absteiger der Vorsaison Deportivo Ñublense und CD Santiago Morning wurden durch die Aufsteiger aus der Primera B Deportes Antofagasta und Rangers de Talca ersetzt. Folgende Vereine nahmen daher an der Meisterschaft 2012 teil:
| Mannschaft                | Stadt             | Stadion                                      | Kapazität |
| ------------------------- | ----------------- | -------------------------------------------- | --------- |
| Deportes Antofagasta      | Antofagasta       | Estadio Regional de Antofagasta              | 26.339    |
| Audax Italiano            | Santiago de Chile | Estadio Bicentenario Municipal de La Florida | 12.000    |
| CD Cobreloa               | Calama            | Estadio Zorros del Desierto                  | 20.180    |
| CD Cobresal               | El Salvador       | Estadio El Cobre                             | 20.752    |
| CSD Colo-Colo             | Santiago de Chile | Estadio Monumental                           | 45.000    |
| Deportes La Serena        | La Serena         | Estadio La Portada                           | 15.000    |
| CD Huachipato             | Talcahuano        | Estadio CAP                                  | 10.500    |
| CD O’Higgins              | Rancagua          | Estadio El Teniente                          | 15.450    |
| Rangers de Talca          | Talca             | Estadio Fiscal de Talca                      | 08.324    |
| CD Palestino              | Santiago de Chile | Estadio Municipal de La Cisterna             | 08.000    |
| Deportes Iquique          | Iquique           | Estadio Tierra de Campeones                  | 12.000    |
| Santiago Wanderers        | Valparaíso        | Estadio Elías Figueroa Brander               | 18.500    |
| Universidad Católica      | Santiago de Chile | Estadio San Carlos de Apoquindo              | 13.000    |
| Universidad de Chile      | Santiago de Chile | Estadio Nacional de Chile                    | 49.000    |
| Universidad de Concepción | Concepción        | Estadio Municipal de Concepción              | 29.000    |
| Unión Española            | Santiago de Chile | Estadio Santa Laura                          | 19.000    |
| Unión La Calera           | La Calera         | Estadio Municipal Nicolás Chahuán Nazar      | 10.000    |
| Unión San Felipe          | San Felipe        | Estadio Municipal Javier Muñoz Delgado       | 10.000    |

## Ligaphase
| Pl.                                | Verein                    | Sp. | S  | U | N  | Tore    | Diff. | Punkte |
| ---------------------------------- | ------------------------- | --- | -- | - | -- | ------- | ----- | ------ |
| 1.                                 | Universidad de Chile (M)  | 17  | 13 | 1 | 3  | 044:140 | +30   | 40     |
| 2.                                 | CD O’Higgins              | 17  | 11 | 2 | 4  | 031:150 | +16   | 35     |
| 3.                                 | Deportes Iquique          | 17  | 10 | 5 | 2  | 030:140 | +16   | 35     |
| 4.                                 | Universidad Católica (P)  | 17  | 8  | 6 | 3  | 031:170 | +14   | 30     |
| 5.                                 | Unión Española            | 17  | 8  | 3 | 6  | 038:280 | +10   | 27     |
| 6.                                 | CSD Colo-Colo             | 17  | 7  | 5 | 5  | 022:210 | +1    | 26     |
| 7.                                 | Unión La Calera           | 17  | 6  | 6 | 5  | 021:180 | +3    | 24     |
| 8.                                 | CD Cobreloa               | 17  | 7  | 2 | 8  | 023:250 | −2    | 23     |
| 9.                                 | CD Huachipato             | 17  | 6  | 5 | 6  | 025:280 | −3    | 23     |
| 10.                                | Universidad de Concepción | 17  | 5  | 6 | 6  | 023:270 | −4    | 21     |
| 11.                                | CD Santiago Wanderers     | 17  | 6  | 2 | 9  | 028:300 | −2    | 20     |
| 12.                                | Audax Italiano            | 17  | 5  | 5 | 7  | 024:320 | −8    | 20     |
| 13.                                | Deportes La Serena        | 17  | 5  | 4 | 8  | 024:330 | −9    | 19     |
| 14.                                | Rangers de Talca (N)      | 17  | 5  | 3 | 9  | 017:250 | −8    | 18     |
| 15.                                | CD Palestino              | 17  | 5  | 3 | 9  | 014:260 | −12   | 18     |
| 16.                                | Deportes Antofagasta (N)  | 17  | 4  | 5 | 8  | 010:200 | −10   | 17     |
| 17.                                | CD Cobresal               | 17  | 3  | 4 | 10 | 017:400 | −23   | 13     |
| 18.                                | Unión San Felipe          | 17  | 2  | 7 | 8  | 012:210 | −9    | 13     |
| Quelle: rsssf.org, Stand: Endstand |                           |     |    |   |    |         |       |        |

| (M) | Vorjahresmeister      |
| (P) | Vorjahres-Pokalsieger |
| (N) | Aufsteiger            |

## Finalrunde

### Viertelfinale
|                          | Gesamt |                         | Hinspiel | Rückspiel |
| ------------------------ | ------ | ----------------------- | -------- | --------- |
| CD CobreloaCSD Colo-Colo | 1:4    | CF Universidad de Chile | 0:2      | 1:2       |
| Unión La Calera          | 2:4    | CD O’Higgins            | 0:1      | 2:3       |
| CSD Colo-Colo            | 5:3    | Deportes Iquique        | 3:3      | 2:1       |
| Unión Española           | 4:1    | CD Universidad Católica | 3:0      | 1:1       |

### Halbfinale
|                | Gesamt |                         | Hinspiel | Rückspiel |
| -------------- | ------ | ----------------------- | -------- | --------- |
| CSD Colo-Colo  | 2:4    | CF Universidad de Chile | 2:0      | 0:4       |
| Unión Española | 2:2    | CD O’Higgins            | 1:0      | 1:2       |

CD O’Higgins zog aufgrund der bessere Platzierung in der Ligaphase ins Finale ein.

### Finale
Das Hinspiel fand am 28. Juni, das Rückspiel am 2. Juli statt.
|              | Gesamt          |                         | Hinspiel | Rückspiel |
| ------------ | --------------- | ----------------------- | -------- | --------- |
| CD O’Higgins | 3:3 (0:2 i. E.) | CF Universidad de Chile | 2:1      | 1:2       |

Mit dem Erfolg gewann CF Universidad de Chile seinen 16. Meisterschaftstitel.

## Beste Torschützen
| Rang | Spieler          | Klub                    | Tore |
| ---- | ---------------- | ----------------------- | ---- |
| 1    | Enzo Gutiérrez   | CD O’Higgins            | 11   |
|      | Emanuel Herrera  | Unión Española          | 11   |
|      | Sebastián Ubilla | CD Santiago Wanderers   | 11   |
| 4    | Ángelo Henríquez | CF Universidad de Chile | 10   |
| 5    | Esteban Paredes  | CSD Colo-Colo           | 9    |
|      | Braian Rodríguez | CD Huachipato           | 9    |
| 7    | Cristián Canío   | CD Cobreloa             | 8    |
|      | Milton Caraglio  | Rangers de Talca        | 8    |
|      | Gastón Cellerino | Unión La Calera         | 8    |
| 7    | Junior Fernándes | CF Universidad de Chile | 8    |
|      | Ramón Fernández  | CD O’Higgins            | 8    |
|      | Sebastián Jaime  | Unión Española          | 8    |
|      | Raúl Ruidíaz     | CF Universidad de Chile | 8    |